# Ludwig Müller (fotbalista)
Ludwig Müller (25. srpna 1941 Haßfurt – 24. června 2021 Haßfurt) byl německý fotbalista, obránce.

## Fotbalová kariéra
Začínal v týmu 1. FC Haßfurt.
V německé bundeslize hrál za 1. FC Norimberk, Borussii Mönchengladbach a Herthu BSC. Nastoupil ve 314 bundesligových utkáních a dal 26 gólů. Bundesligu vyhrál v roce 1968 s 1. FC Norimberk a v letech 1970 a 1971 s Borussii Mönchengladbach. V Poháru mistrů evropských zemí nastoupil v 9 utkáních a ve Veletržním poháru nastoupil ve 2 utkáních. Za reprezentaci Německa nastoupil v letech 1968–1969 v 6 utkáních.

## Ligová bilance
| Ročník                                 | Zápasy | Góly | Klub                     |
| -------------------------------------- | ------ | ---- | ------------------------ |
| Německá fotbalová Bundesliga 1964/1965 | 28     | 2    | 1. FC Norimberk          |
| Německá fotbalová Bundesliga 1965/1966 | 19     | 0    | 1. FC Norimberk          |
| Německá fotbalová Bundesliga 1966/1967 | 27     | 1    | 1. FC Norimberk          |
| Německá fotbalová Bundesliga 1967/1968 | 33     | 1    | 1. FC Norimberk          |
| Německá fotbalová Bundesliga 1968/1969 | 29     | 6    | 1. FC Norimberk          |
| Německá fotbalová Bundesliga 1969/1970 | 33     | 1    | Borussia Mönchengladbach |
| Německá fotbalová Bundesliga 1970/1971 | 34     | 2    | Borussia Mönchengladbach |
| Německá fotbalová Bundesliga 1971/1972 | 14     | 3    | Borussia Mönchengladbach |
| Německá fotbalová Bundesliga 1972/1973 | 29     | 4    | Hertha BSC               |
| Německá fotbalová Bundesliga 1973/1974 | 34     | 3    | Hertha BSC               |
| Německá fotbalová Bundesliga 1974/1975 | 34     | 3    | Hertha BSC               |
| CELKEM Německá fotbalová Bundesliga    | 314    | 26   |                          |